# Discinella margarita
Discinella margarita är en svampart som beskrevs av W.D. Buckley 1920. Discinella margarita ingår i släktet Discinella och familjen Helotiaceae.   Inga underarter finns listade i Catalogue of Life.